# Licignano di Napoli
Licignano di Napoli è una località che, ai sensi dello statuto comunale del comune di Casalnuovo di Napoli, è parte integrante del capoluogo di quest'ultimo, a differenza di Tavernanova e Casarea, che sono frazioni.
La località fa parte della diocesi di Acerra.

## Storia
Il toponimo deriva probabilmente dalla gens Licinia.
Licignano è stato prima una frazione di Pomigliano d'Arco, vista l'estrema vicinanza, poi comune a sé stante e ancora frazione del comune di Acerra. Dal 1929 è compreso nel comune di Casalnuovo di Napoli e dagli anni cinquanta è parte integrante dell'abitato di Casalnuovo, di cui costituisce la maggior parte del territorio (circa 4 km² a fronte di meno di 8 dell'intero comune, comprese le due frazioni).

## Monumenti e luoghi d'interesse
- Palazzo Lancellotti, appartenuto alla famiglia Lancellotti di Durazzo, ristrutturato e funzionale per i servizi al cittadino e per mostre di artisti locali. Dal 2023 nel palazzo ha sede il centro di orientamento dell'Università telematica Giustino Fortunato.
- Chiesa di San Nicola di Bari, dedicata al santo patrono di Licignano.

## Infrastrutture e trasporti
Il territorio è servito da due stazioni della Circumvesuviana: La Pigna, nell'omonima contrada nella zona cosiddetta di Licignano Superiore, e Talona, nella località omonima, nonché dalla stazione di Casalnuovo

## Curiosità
L'ufficio postale sito nella località mantiene la denominazione di Licignano di Napoli. Sino ai primi anni 2000 aveva anche il servizio di recapito, che però funzionava male a causa del fatto che la stragrande maggioranza della corrispondenza in arrivo recava il CAP di Casalnuovo (80013) anziché quello specifico della località (80015), poiché, non essendo questa una frazione, non veniva specificato il suo nome negli indirizzi. Pertanto, la corrispondenza veniva avviata all'ufficio postale di Casalnuovo e questo la rismistava e, attraverso il CMP di Napoli, la inoltrava a Licignano. Questo comportava dei notevoli ritardi nelle consegne. Poste Italiane ha quindi deciso di unificare il servizio di recapito e, con la riforma del CAP del 2006, ha abrogato la codifica separata per la località di Licignano.
La località contiene il Parco Pubblico della città.

## Aree pubbliche
La frazione di Licignano di Napoli contiene al suo interno il primo parco pubblico del territorio comunale.
Il Parco Pubblico intitolato all’icona della canzone napoletana Pino Daniele

## Arte
Il murales dedicato a Pino Daniele, all'interno del Parco Pubblico Comunale. 